# مولي سيمز
مولي سيمز (بالإنجليزية: Molly Sims)‏ (من مواليد 25 مايو 1973) هي موديل وممثلة الاميركية. ومن المعروف ظهورها في اعلانات ملابس السباحة ورياضة ومثلة في مسلسل لاس فيغاس الأمريكي

## افلام
| Film      | Film                   | Film                        | Film                 |
| عام       | فيلم                   | دور                         | ملاحظة               |
| --------- | ---------------------- | --------------------------- | -------------------- |
| 2000      | House of Stylle        | Host/Herself                | TV                   |
| 2004      | Starsky & Hutch ‏       | Mrs. Feldman                | Film                 |
| 2006      | The Benchwarmers       | Liz                         | Film                 |
| 2003–2008 | لاس فيغاس              | Delinda Deline              | TV series            |
| 2003–2008 | عبر جوردان (مسلسل)     | Delinda Deline – guest star | TV series            |
| 2008      | رجل نعم                | Stephanie                   | Film                 |
| 2008      | Jizz in My Pants       |                             | Digital comedy short |
| 2009      | النمر الوردي 2         | Marguuerite                 | Film                 |
| 2009      | فايرد أب               | Diora                       | Film                 |
| 2010      | Venus & Vegas          | Angie                       | Film                 |
| 2010      | The Rachel Zoe Project | Herself                     | TV                   |

## روابط خارجية
- مولي سيمز على موقع IMDb (الإنجليزية)
- مولي سيمز على موقع روتن توميتوز (الإنجليزية)
- مولي سيمز على موقع ألو سيني (الفرنسية)
- مولي سيمز على موقع أول موفي (الإنجليزية)
- مولي سيمز على موقع قاعدة بيانات الأفلام السويدية (السويدية)
- مولي سيمز على موقع إن إن دي بي (الإنجليزية)
- مولي سيمز على موقع قاعدة بيانات الفيلم (الإنجليزية)
- مولي سيمز على موقع كينوبويسك (الروسية)
- مولي سيمز على موقع دليل عارضات الأزياء (الإنجليزية)